# Lege bankjes
Lege bankjes is een lied van de Marokkaans-Nederlandse rapper Lijpe. Het stond in 2022 als tweede track op het album Lijpe.

## Achtergrond
Lege bankjes is geschreven door Abdel Achahbar, Boris Kruyver en Rangel Silaev en geproduceerd door Keyser Soze en Rangel Silaev. Het is een nummer dat past in de genres nederhop en trap. In het lied rapt Lijpe over de opofferingen die hij heeft moeten maken om succesvol te worden. Zo voelt hij zich soms alleen, al is dat in andere situaties ook hetgeen dat hij wil. Hij bespreekt ook andere bijkomstigheden van zijn leven als succesvol rapper. Het lied heeft in Nederland de gouden status.

## Hitnoteringen
Ondanks dat het lied niet als single was uitgebracht, had Lijpe toch bescheiden succes met het lied in Nederland. Het piekte op de zeventiende plaats van de Single Top 100 in de vijf weken dat het in deze hitlijst te vinden was. De Top 40 en haar Tipparade werden niet bereikt.